# Nicotiana glauca

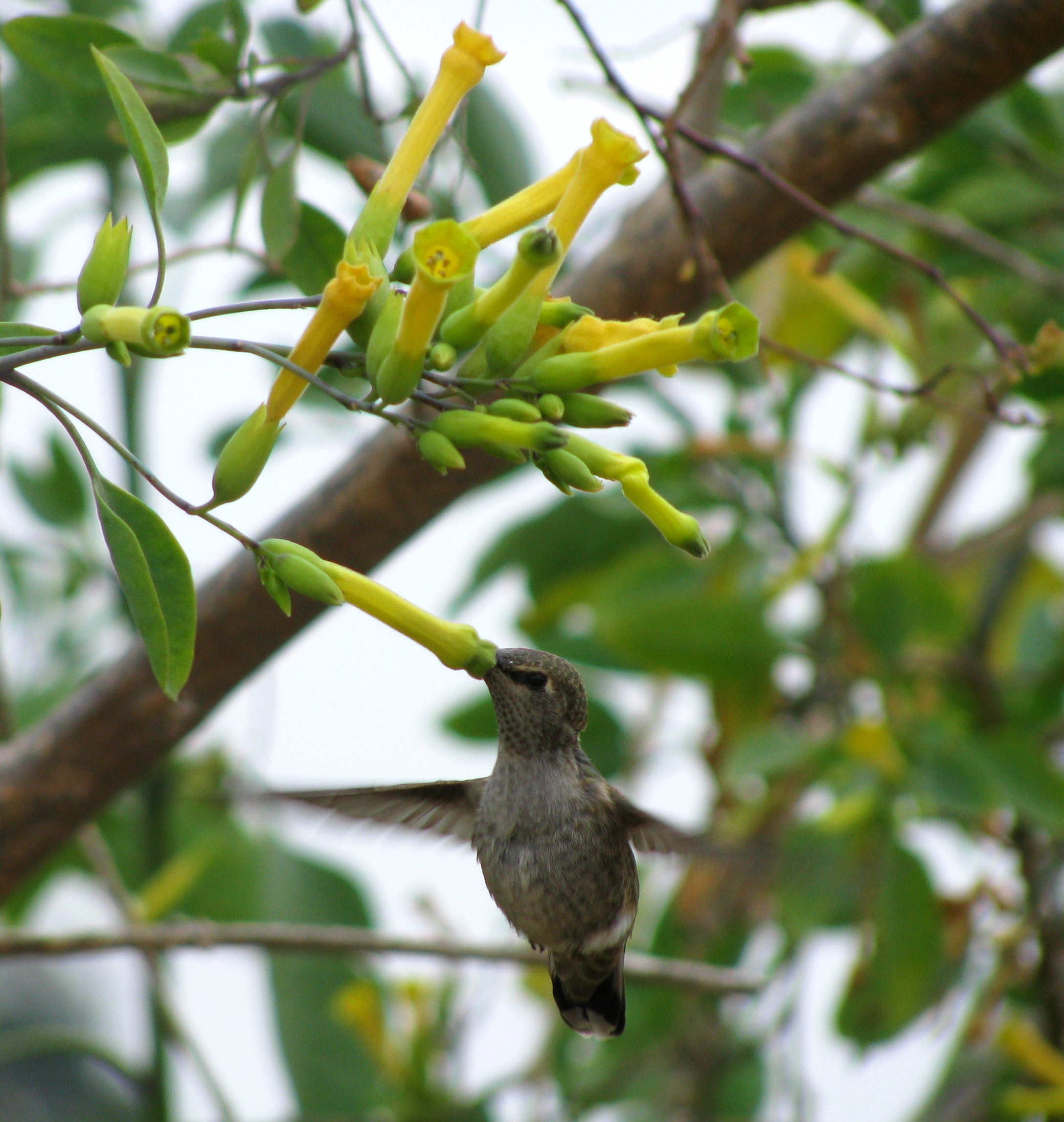
Um colibri da espécie Calypte anna a recolher néctar de N. glauca.

Nicotiana glauca Graham é uma espécie de plantas da família Solanaceae, conhecida pelos nomes comuns de charuteira, charuto-do-rei e tabaco-arbóreo, utilizada como planta ornamental e para a produção de anabasina, embora seja considerada em diversas regiões como planta invasora. A espécie é originária da América do Sul (da Argentina à Bolívia), mas está naturalizada em todas as regiões temperadas e subtropicais das Américas e em algumas regiões da Europa, onde foi introduzida para fins ornamentais.

## Descrição e usos
É uma planta arbustiva (ms esofanerófito) de rápido crescimento, com caules lenhosos que chegam a atingir 3-6 metros de altura, com tendência ruderal, aparecendo com frequência em terrenos incultos ou abandonados, zonas de remoção de terras, entulheiras e à beira de caminhos.
As folhas são obovadas a pontiagudas, coreáceas, de cor verde-acinzentado a verde-azulado, de aspecto glauco, com 5–25 cm de comprimento, ligadas aos caules por um pecíolo com 3–12 cm de comprimento (ao contrário da maioria das espécies do género Nicotiana que tem folhas sésseis). A base da folha é truncada, em forma de coração, o ápice é em geral pontiagudo. Também ao contrário da maioria das espécies do género, as folhas e caules não são pubescentes, não apresentando os tricomas glandulosos que dão um aspecto pegajoso a espécies como a Nicotiana tabacum. À medida que a plantas envelhecem os ramos aparecem progressivamente desnudados de folhas.
As flores ocorrem em inflorescências paniculadas pouco densas, mas com múltiplas flores. As flores ligam-se a hastes florais longas por pedicelos de 3 a 12 mm de comprimento. O cálice é tubular, com 1 a 1,5 cm de comprimento, terminando em lábios, formados pelo ápice da sépala, em forma de lobos uniformes, triangulares e aguçados. A corola é constituída por 5 pétalas soldadas, de cor amarelo a amarelo-avermelhado, formado uma estrutura tubular com 2,5 a 4,5 cm de comprimento. O lábio da corola é curto e regular. Os estames são quase iguais em comprimento ao tubo da corola. As flores são um pouco protogínicas, pois o estigma permanece capaz de ser fertilizado apenas durante um curto período após o desabrochar das anteras. Cada flor produz cerca de 20 μL de néctar, atraindo, entre outras espécies polinizadoras, os colibris.
Os frutos são cápsulas elípticas, com 0,7 a 1,5 cm de comprimento, contendo cerca de uma centena de pequenas sementes castanhas, arredondadas, com cerca 0,5 mm de diâmetro.
A presença de compostos tóxicos para a maioria dos herbívoros, incluindo moléculas com efeito insecticida torna a planta resistente à herbivoria. Essas características, associadas ao seu rápido crescimento, faz com que seja considerada como planta invasora com risco ecológico conhecido.
A planta é utilizada como fonte de anabasina, um alcaloide do grupo das piridinas usado na confecção de insecticidas naturais. Embora pobre em nicotina, é rica em nornicotina, pelo que também tem diversos usos em ervanária, sendo usada nas misturas de tabaco tradicionalmente fumadas pelos povos ameríndios.
O seu rápido crescimento e poucos requisitos em termos de qualidade dos solos levou a que esteja a ser considerada como uma potencial fonte de biocombustível (biofuel).

## Metabólitos secundários e toxicidade
A Nicotiana glauca possui em suas folhas três alcalóides: nicotina, nornicotina e anabasina. Ao contrario de outras espécies da Nicotiana, seu principal metabólito presente nas folhas é a anabasina e não a nicotina e nornicotina, mas na raiz da Nicotiana glauca a nicotina está presente em igual proporção da anabasina. A razão da anabasina estar em maior concentração nas folhas, se deve a função da mesma na planta, que é a de proteção a herbivoria. Evidências mostram que após danos físicos serem causados nas folhas da Nicotiana, ocorre um rápido aumento na taxa de transcrição dos genes envolvidos na síntese da anabasina, levando a um aumento na concentração de anabasina nas folhas superiores e laterais da planta durante 1 semana. Outro fator que contribui para a anabasina ser um metabólito secundário de proteção a herbivoria, é que se trata de uma substância tóxica para insetos e animais. Tanto é sua toxicidade para insetos que ela já foi utilizada como inseticida, do tipo nicotínico de primeira geração, utilizada principalmente contra pulgões, cigarras, besouros e larvas de mariposas por esses ou se alimentarem de tecidos vegetais ou de seiva. Esse inseticida foi considerado perigoso por poder afetar as abelhas melíferas, que são insetos polinizadores. As abelhas podem ser atingidas porque a anabasina é miscível em água e quando aplicada as plantas, ela percorre todo sistema vascular da planta chegando ao néctar e ao pólen.
A Nicotiana glauca também é conhecida como couve do mato ou falsa couve, por suas folhas lembrarem a couve comestível e já ter sido confundida com a mesma. Perigosamente tóxica, suas folhas apresentam alto teor de anabasina, em um dos casos relatados em que humanos ingeriram as folhas da couve do mato numa refeição levou ao falecimento de uma das duas vítimas envolvidas, eram um casal de uma zona rural de Divinópolis. 
A anabasina também é tóxica para outros animais, além do ser humano, como os bovinos, ovinos e suínos, foram relatados efeitos teratogênicos, levando a malformação dos filhotes desses animais que ingeriram as folhas da Nicotiana glauca. A principal malformação foi a de artrogripose, isso porque a anabasina tem o poder de ultrapassar a barreira placentária, chega no embrião/feto e atua bloqueando a transmissão nas junções neuromusculares, levando ao relaxamento muscular do feto e atrofia muscular. Sendo que, nos indivíduos adultos, ela também causa o bloqueio da placa motora, levando a falência respiratória, coma e morte. Outros sintomas relatados em humanos, que ocorrem após 20 minutos da ingestão da folha, são as náuseas, vômitos, dores abdominais, diarreia, perda dos movimentos dos membros inferiores e convulsões. Isso se configura um caso grave de intoxicação, sendo recomendado após a ingestão dessa planta a ida imediata ao hospital para receber o atendimento emergencial, pois em pouco tempo o quadro evolui para a morte. A gravidade da intoxicação se explica não somente pelo mecanismo de ação da anabasina que bloqueia as placas motoras dos músculos, e também por ela ser uma substância muito mais potente que a nicotina que possui o mecanismo de ação no corpo muito semelhante.
A Nicotiana glauca também se mostrou tóxica para outras plantas, o que a torna uma espécie com alto potencial invasor por esse e outros motivos que serão abordados ao decorrer do texto. Essa planta possui substâncias chamadas aleloquímicos nas folhas, que são voláteis e ao serem liberadas das folhas da Nicotiana glauca levam a uma resposta de outra planta localizada nas proximidades da Nicotiana. Ocorre que essa resposta leva ao dano em plantas adultas já mais desenvolvidas, podendo levar até a morte das mesmas, assim como, também danifica o processo de germinação de sementes dessas plantas, podendo até inibir totalmente essa germinação e também danificar o desenvolvimento das plantas jovens. Alguns estudos relataram que a exposição de outras espécies de plantas expostas a extratos da Nicotiana glauca com concentração maior ou igual a 15% já apresentou nessas espécies expostas efeitos teratogênicos e tóxicos.
Além disso, a anabasina encontrada na Nicotiana glauca também apresentou propriedades antifúngicas, contra a Candida krusei e Cryptococcus neoformans, e também antibacteriana. Em resumo é uma planta de alto potencial tóxico, seja para animais, plantas, insetos e microrganismos, o que a torna também uma planta de grande interesse de pesquisa e atenção para os perigos que apresenta a saúde humana e aos danos ao meio ambiente por  sua toxicidade e característica fortemente invasora. 
Sobre seu potencial de planta invasora, a Nicotiana glauca merece atenção devido seu grande alastramento na Caatinga, isso porque essa planta se estabelece bem e rápido em áreas desmatadas e degradadas e afeta negativamente as produções agrícolas. O efeito negativo nas produções agrícolas, se deve ao fato que essa planta afeta o desenvolvimento de outras espécies, como já citado anteriormente, e compete por água, luz e nutrientes, bem como, altera o ciclo dos nutrientes do solo onde se estabeleceu e forma populações monodominantes dessa planta. Outro motivo para ser uma espécie invasora de atenção no Brasil, é que ela é de origem na Argentina e não possui outros indivíduos naturais que competem pelo habitat, impedindo sua monodominância. A consequência da invasão dessa planta é o declínio econômico relacionado as produções agrícolas, por diminuir as safras das plantas de interesse, por também diminuir a qualidade do solo onde poderiam ser utilizadas para produção, o que leva também a um quadro de queda da biodiversidade, devido competir assiduamente com as espécies nativas, suprimindo-as. Além disso, há mais consequências, como a de aumentar significamente o risco de intoxicação de outros animais, gados e ser humanos, por esses não conhecerem ainda tão bem essa espécie e ela ser facilmente confundida com a couve comestível comum. 

## Distribuição
A espécie é originária da América do Sul (Argentina, Bolívia, Paraguai e Uruguai), mas é na actualidade considerada uma espécie introduzida já naturalizada na maioria das regiões subtropicais das Américas, no norte de África, na Macaronésia e nalgumas regiões da Europa.

## Galeria

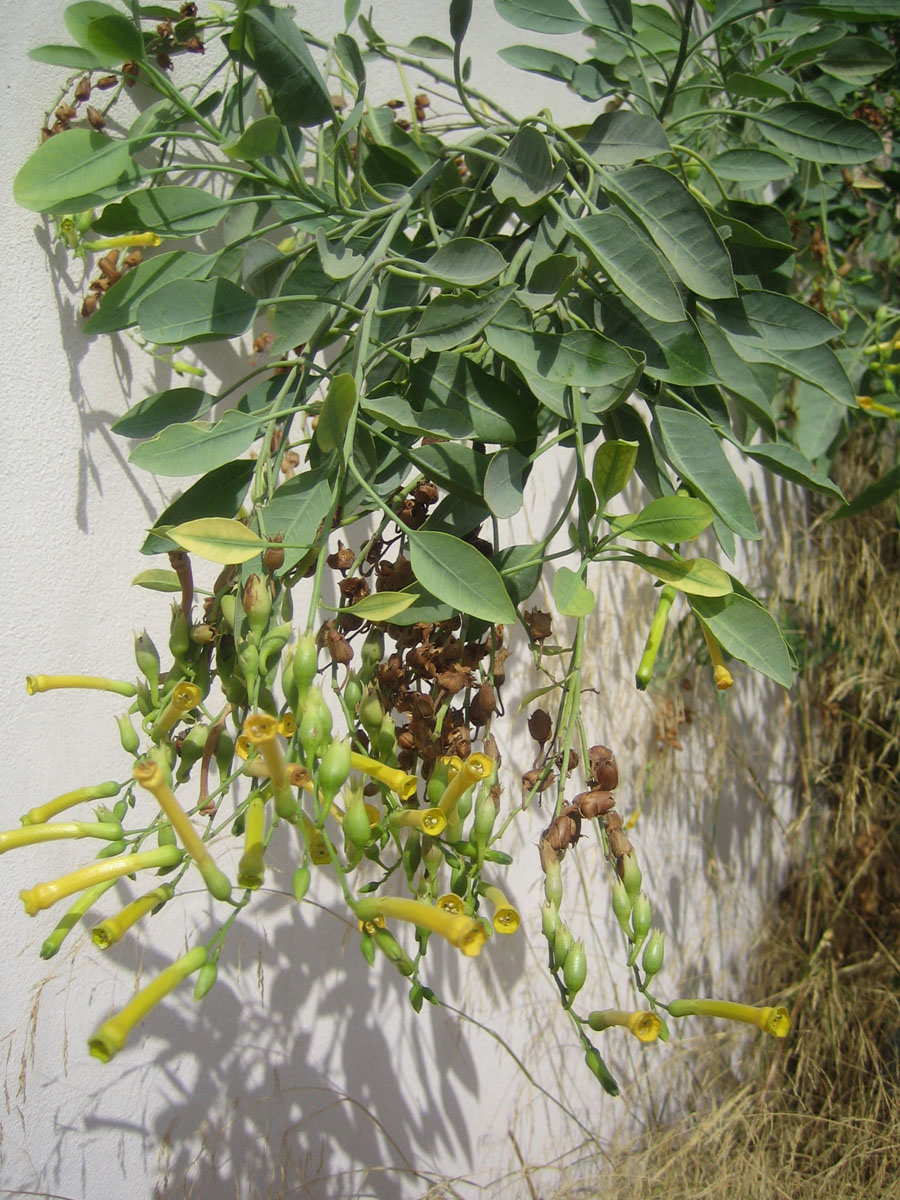
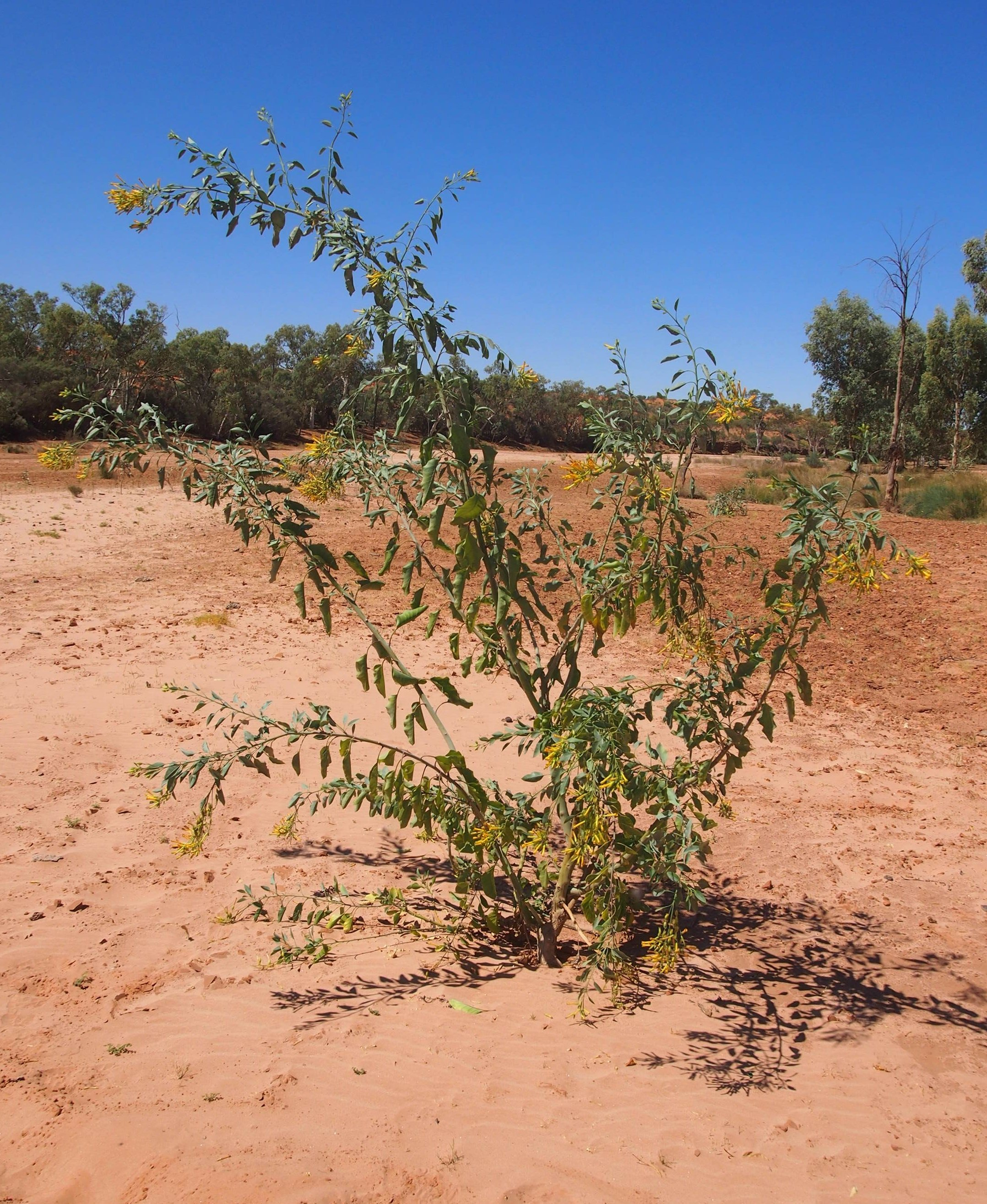
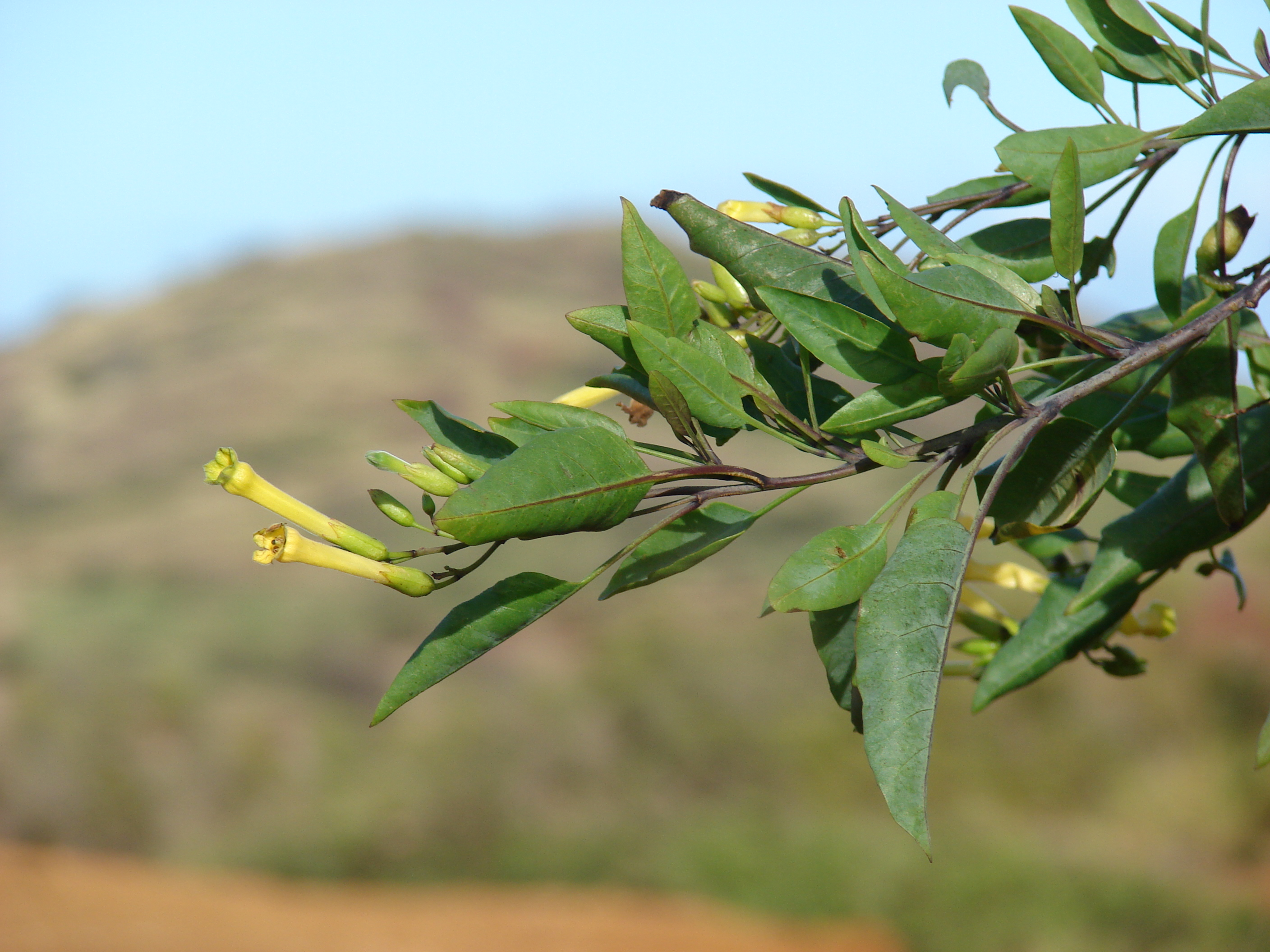
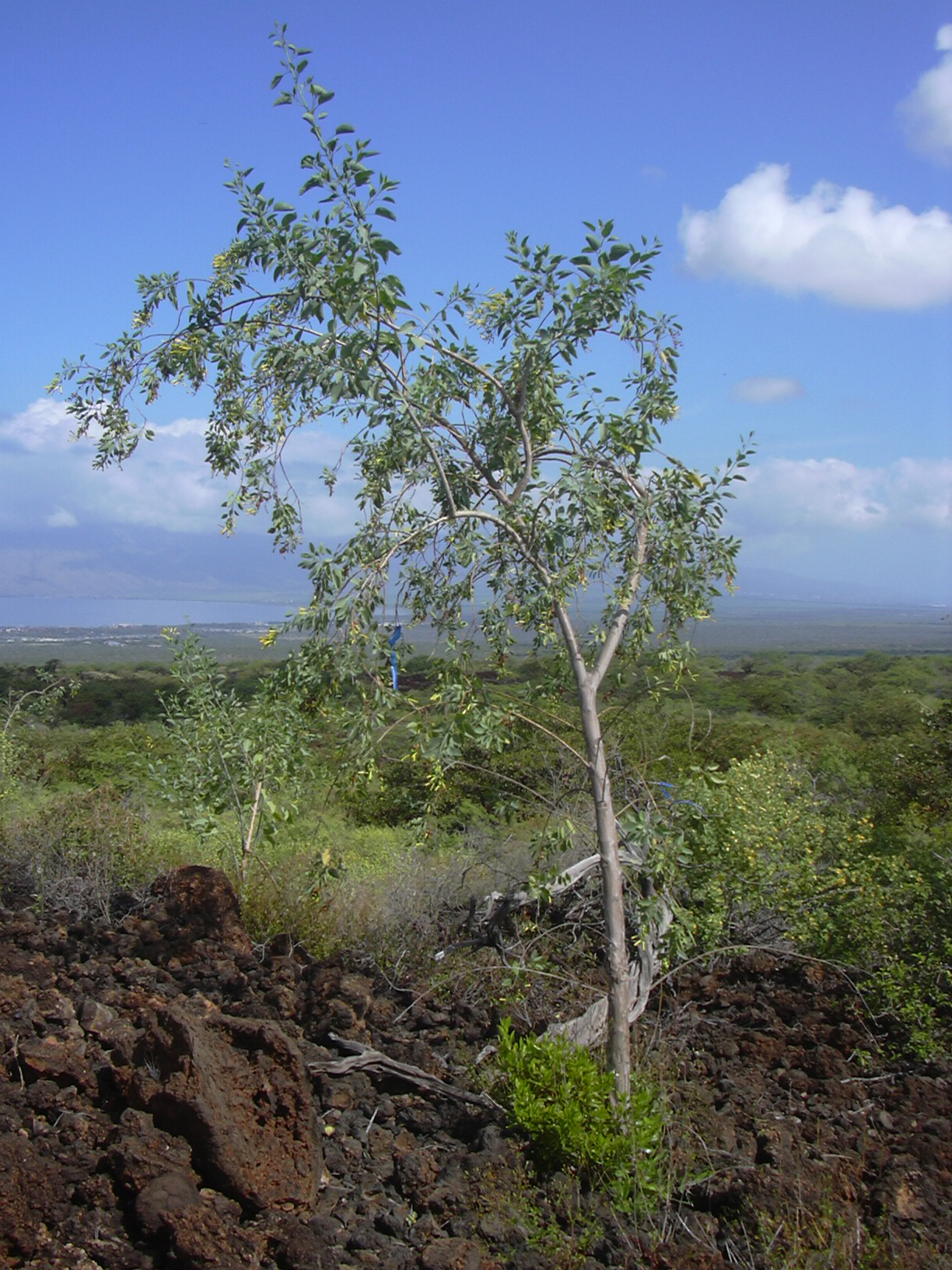
Porte geral
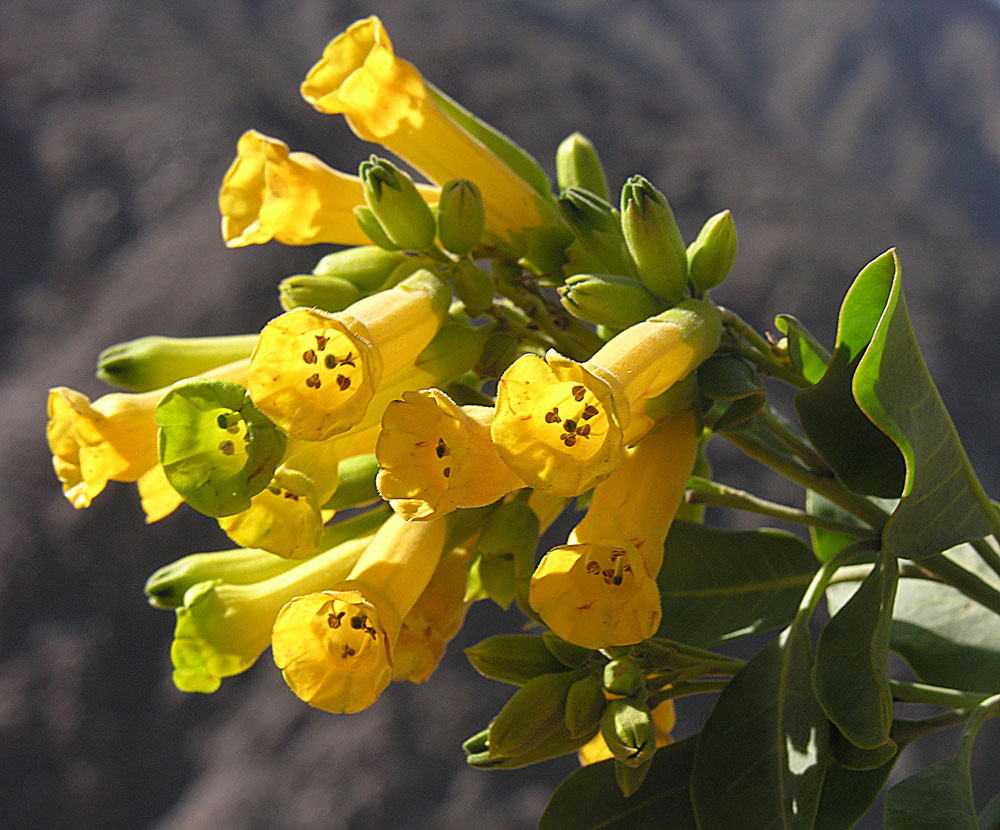
Flores
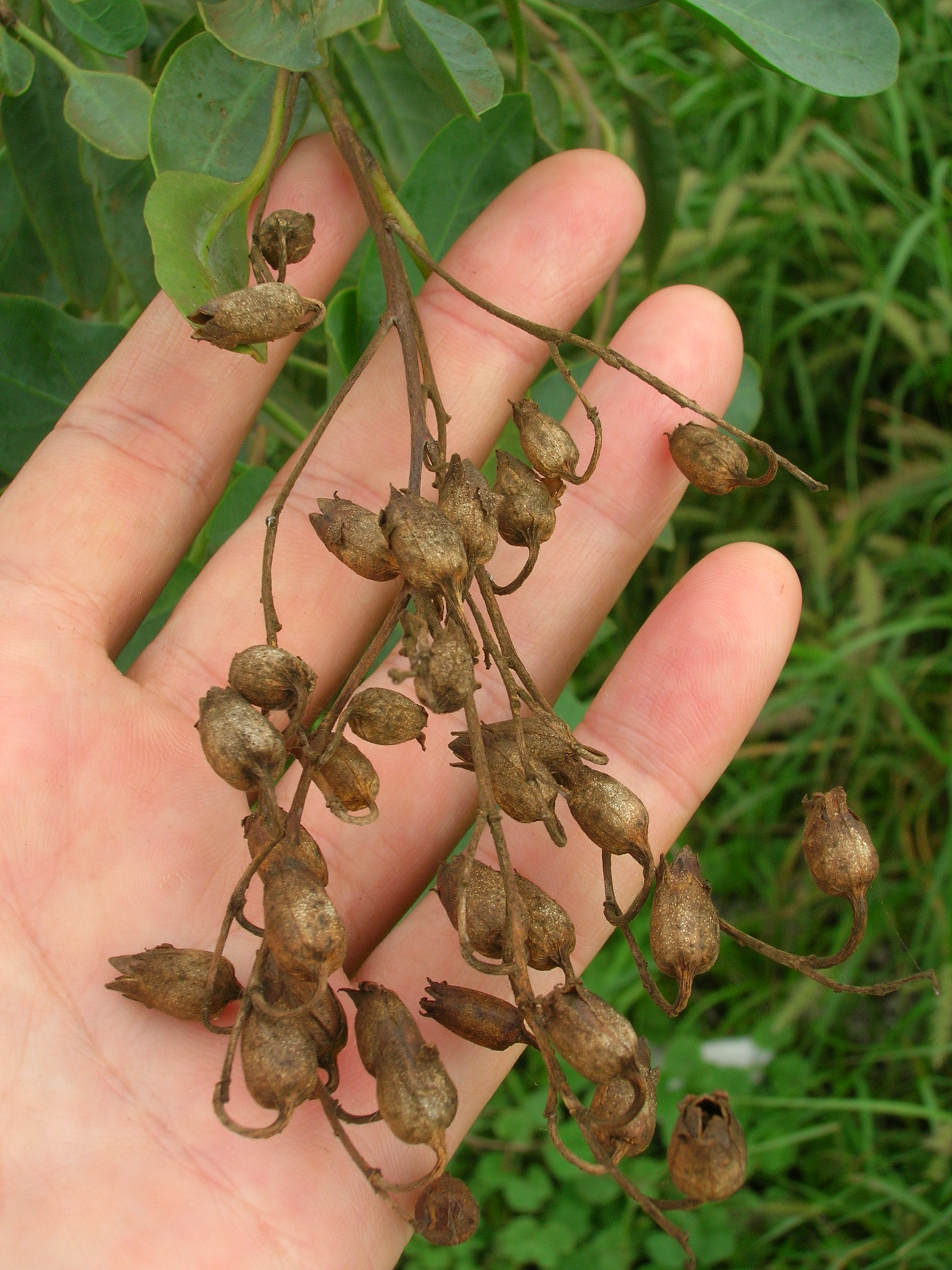
Frutos (cápsulas) maduros
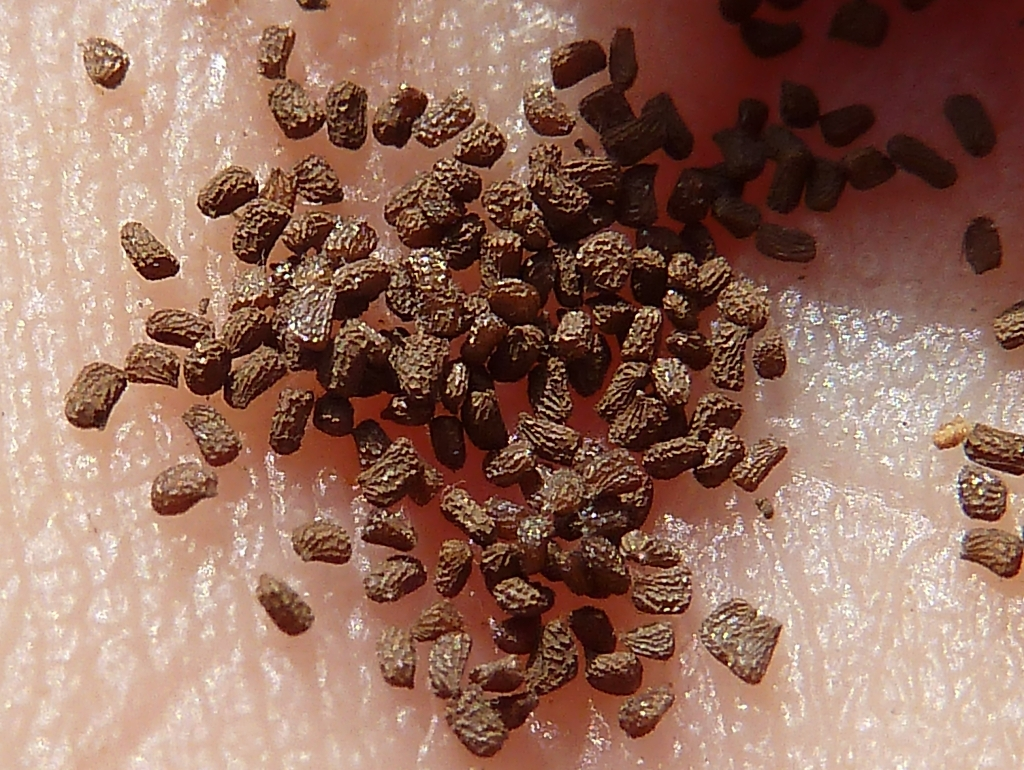
Sementes
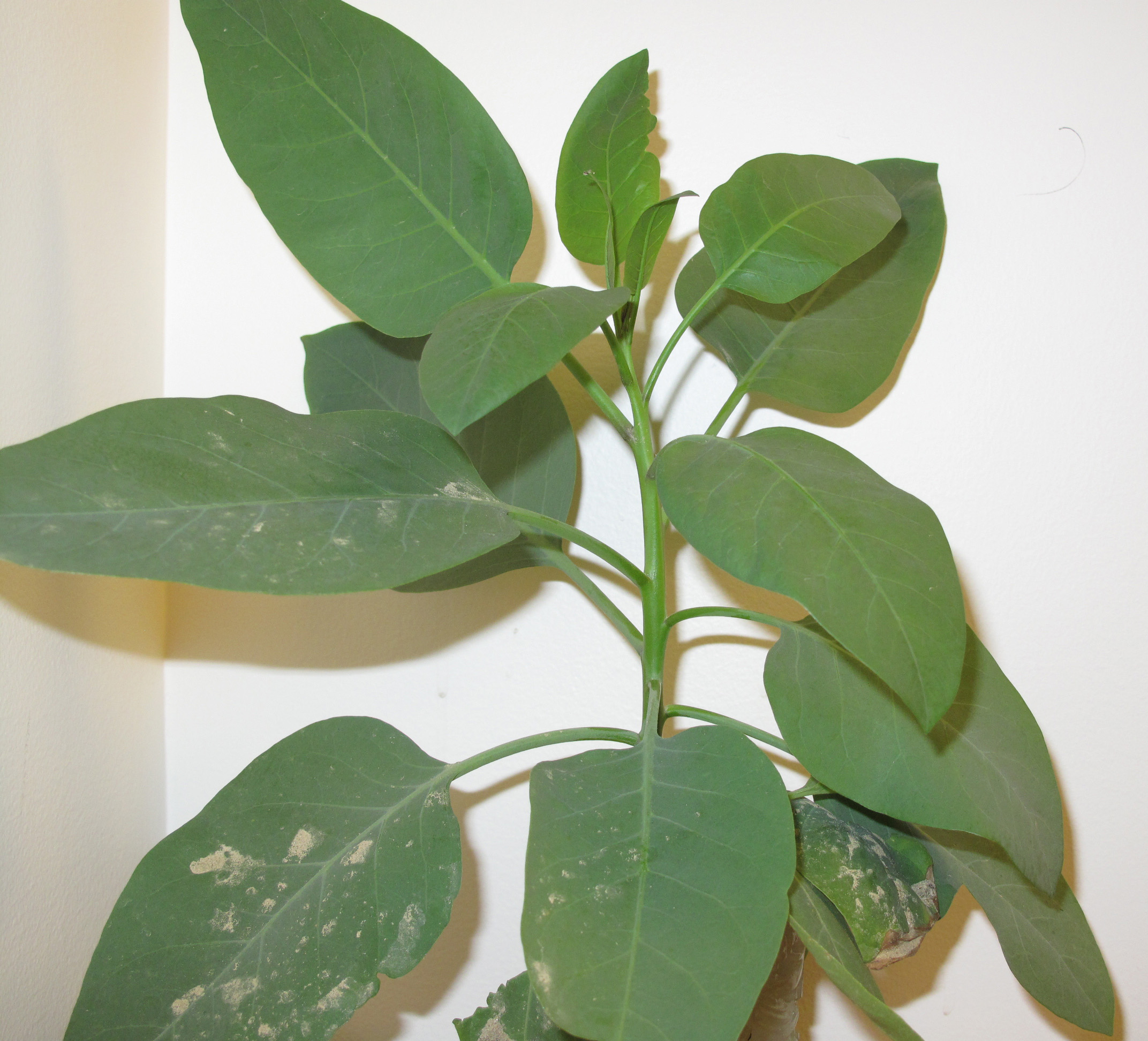
Folhas
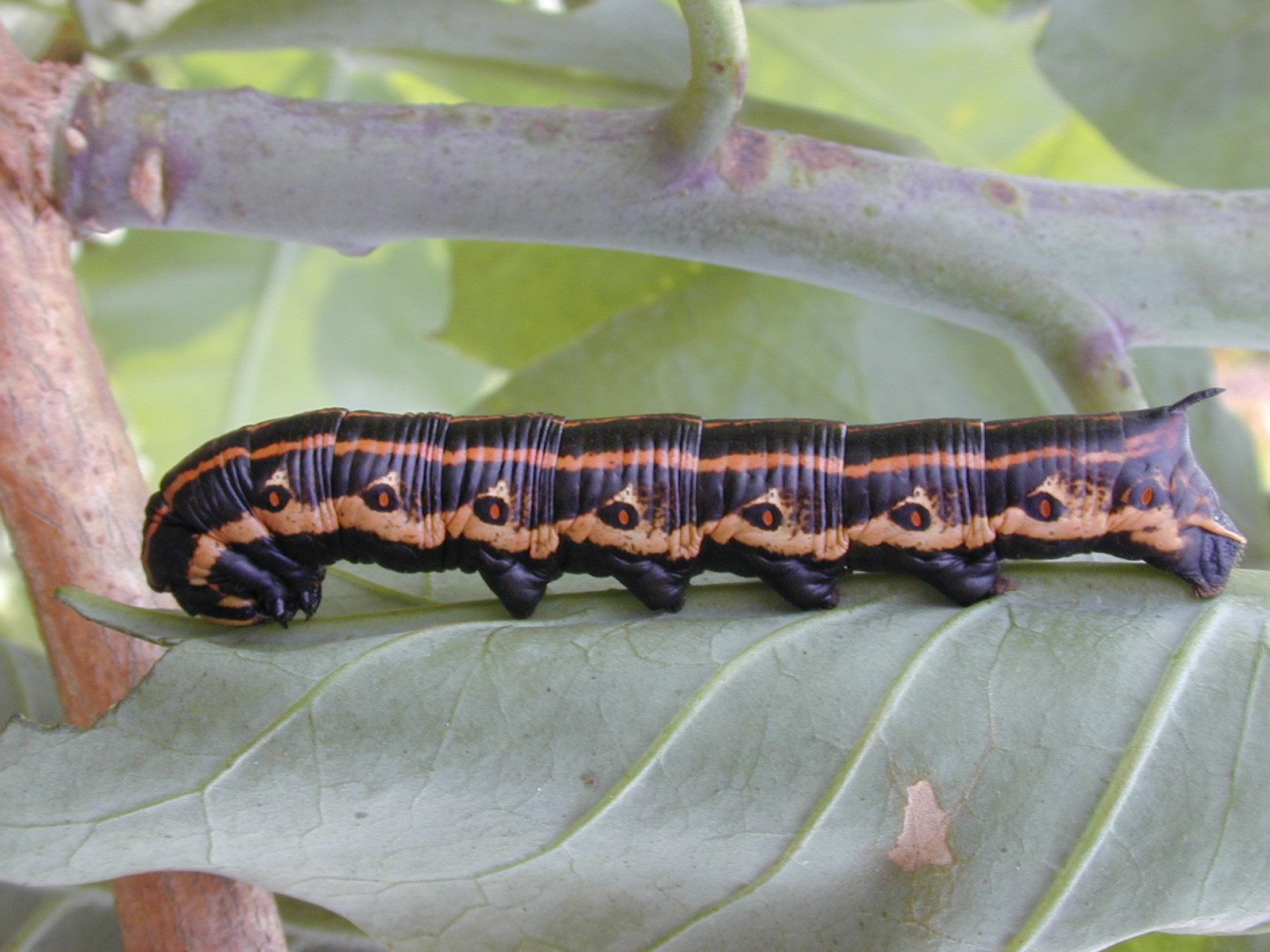
Larva de Agrius cingulata alimentando-se de folhas de N. glauca
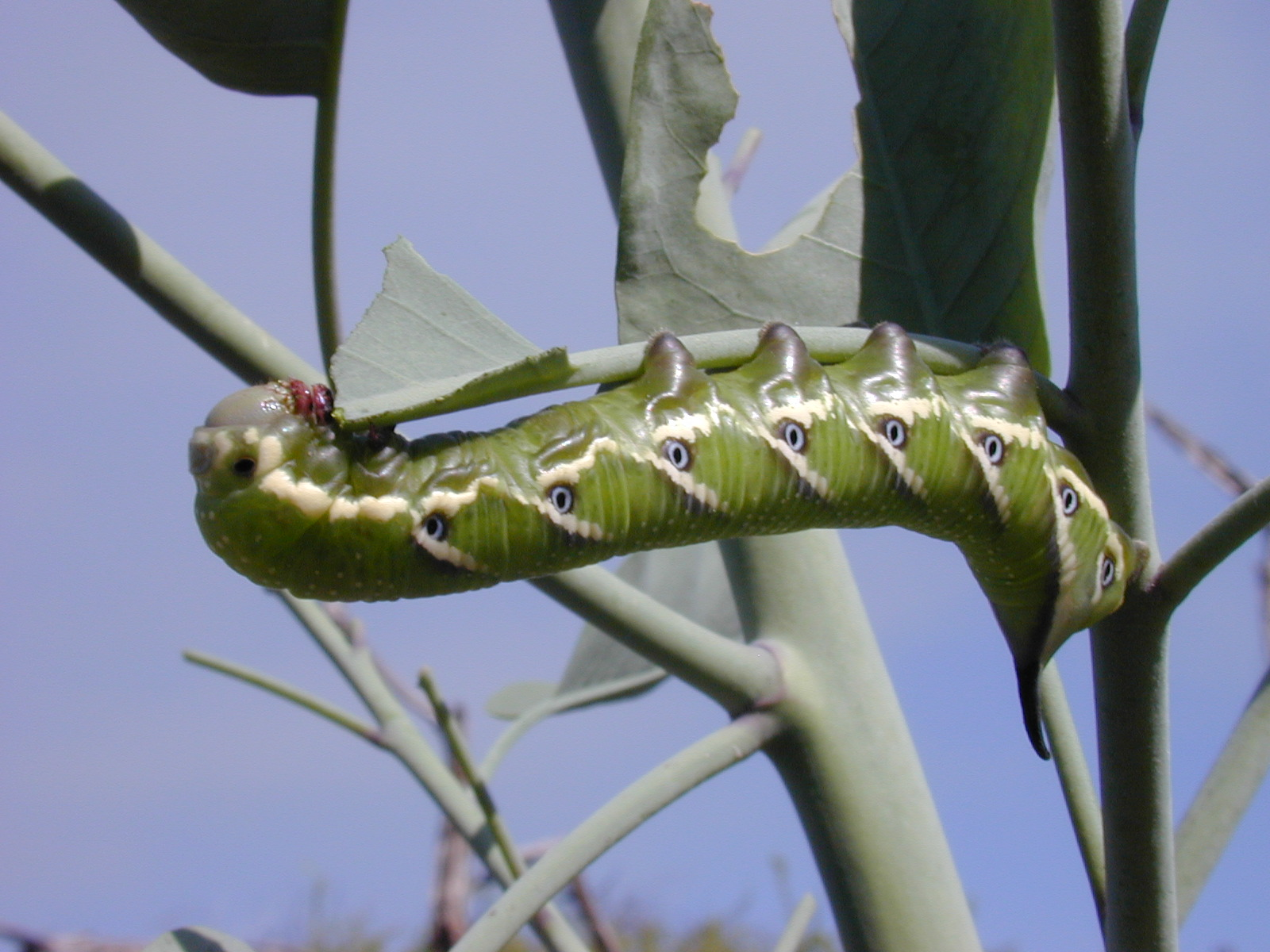
Larva de Manduca blackburni alimentando-se de folhas de N. glauca